# Secteur pastoral de Ris-Orangis-Grigny
Le secteur pastoral de Ris-Orangis-Grigny est une circonscription administrative de l'église catholique de France, subdivision du diocèse d'Évry-Corbeil-Essonnes.

## Histoire
Le synode diocésain de 1987 a modifié le statut du doyenné en secteur pastoral.

## Organisation
Le doyenné de Ris-Orangis est rattaché au diocèse d'Évry-Corbeil-Essonnes, à l'archidiocèse de Paris et à la province ecclésiastique de Paris. Il est situé dans le vicariat Centre et la zone urbaine du diocèse.

### Paroisses suffragantes
Le siège du doyenné est fixé à Ris-Orangis. Le secteur pastoral de Ris-Orangis regroupe les paroisses des communes de:
- Grigny (deux paroisses),
- Ris-Orangis.

### Prêtres responsables
Père Ghislain NTSIBA (fils de la charité)
Depuis le 1er septembre 2022
| Période                                  | Période  | Identité        | Fonction précédente | Observation |
| ---------------------------------------- | -------- | --------------- | ------------------- | ----------- |
| ?                                        | en cours | Ghislain Ntsiba |                     | -           |
| Les données manquantes sont à compléter. |          |                 |                     |             |

## Pour approfondir

## Sources
1. ↑  « Carte du découpage en secteurs sur le site du diocèse. »(Archive.org • Wikiwix • Archive.is • Google • Que faire ?) Consulté le 10/08/2010.